# Tórtola de Henares
Tórtola de Henares – gmina w Hiszpanii, w prowincji Guadalajara, w Kastylii-La Mancha, o powierzchni 26,88 km². W 2011 roku gmina liczyła 941 mieszkańców.